# Vághó Ignác
Vághó Ignác, Vágó (Pápa, Veszprém vármegye, 1856. szeptember 14. – Budapest, Ferencváros, 1920. május 31.) magyar katona, a császári és királyi haderő honvédszázadosa, a Ludovika Akadémia tanára, akinek hadtörténészként is jelentek meg munkái.

## Életpályája
Vágó János és Farkas Julianna gyermekeként született. Középiskolai tanulmányait Pápán, Veszprémben és Budapesten végezte. Pályáját teológusként kezdte, majd bölcsész lett. 1879-ben besorozták a honvédséghez. 1881-ben a Ludovika Akadémia tisztképző tanfolyamán hadapródként tanult, majd 1883-ban hadnaggyá nevezték ki. Ezt követően a katonai szolgálatban 1889-ben főhadnagy, majd 1895-ben százados lett. Beosztásait tekintve volt zászlóalj- és ezredsegédtiszt is. A Ludovika Akadémián mint tanár 1891-től 1898-ig oktatott. 1912. november 1-jétől őrnagyból alezredessé, 1915. május 1-jével ezredessé léptették elő. 1916-ban saját kérelmére nyugdíjazták.
Felesége Szalmay Terézia, akivel 1887. június 20-án kötött házasságot Nagykanizsán. 
Gyermekeik:
- Vághó László (Nagykanizsa, 1888. március 28. – Siófok, 1972. augusztus 28.)[10]
- Vághó Elemér Sándor (Nagykanizsa, 1889. július 26.[11] – Budapest, 1912. január 5.) magyar királyi 1. sz. honvéd gyalogezredbeli hadnagy.[12]
- Vághó Margit Georgina Terézia (Nagykanizsa, 1890. augusztus 11. – Budapest, 1961. május 23.)[13] férj. Mondada Jenő Józsefné.[14]

A Ludovika Akadémia Közlönyének 1891-től 1895-ig társszerkesztője volt, és ott számos cikke megjelent.

## Munkái
- Katonai olvasókönyv a legénység használatára. Budapest, 1886. és Nagy-Kanizsa, 1887.
- A hadseregszervezet, a m. kir. honvédség Ludovika Akadémia tisztképző tanfolyama számára. Budapest, 1894. 2. kiadás. (Hazai Samuval).
- A hadviselés elemei. Adalék a hadtörténelem tanulmányozásához. Írta Voinovich Emil, ford. Budapest, 1895.
- Erzsébet királyné életéből. Élet- és jellemrajzi adatok. Budapest, 1898. (Különnyomat a Ludovika Akadémia Közlönyéből).
- Az Osztrák-Magyar monarchia hadainak szervezete. Glückmann Károly után. Budapest, 1898. (Tankönyv a Ludovika Akadémia számára. 2. kiadás. Budapest, 1904.)
- Katonai irálytan. Budapest, 1899. (Tankönyv a L. A. és a honvéd-hadapródiskola számára).
- Adalékok a m. kir. honvéd Ludovika Akadémia történetéhez. Budapest, 1899.
- Katonai közigazgatás. Budapest, 1900.
- Székelyi Nyiri Sándor tábornok működése a Ludovika Akadémián. Budapest, 1904.